# María Eugenia Henríquez Girón
María Eugenia Henríquez Girón (siglo XX) fue una modelo española, elegida Miss España en 1934. Había nacido en Sevilla, pero representaba a Madrid.
A continuación, también participó en Miss Europa 1934, concurso en el que ganó la finlandesa Ester Toivonen.